# Macropleurodus bicolor
Macropleurodus là một chi đặc trưng của cá vây tia trong họ Cichlidae. Chi này chỉ có 1 loài Macropleurodus bicolor.
Loài này có ở Kenya, Tanzania, và Uganda. Môi trường sống tự nhiên của chúng là hồ nước ngọt.